# Maître brugeois de 1473
Ne pas confondre avec le Maître westphalien de 1473, auteur d'un retable à Soest.
Le Maître de 1473 ou Maître brugeois de 1473est un maître anonyme peintre auteur d'un triptyque appelé le triptyque de Jean de Witte. Le maître a reçu ce nom d'après la date inscrite sur le cadre du triptyque et qui désigne juillet 1473. C'est la seule œuvre attribuée à ce peintre.

## Description

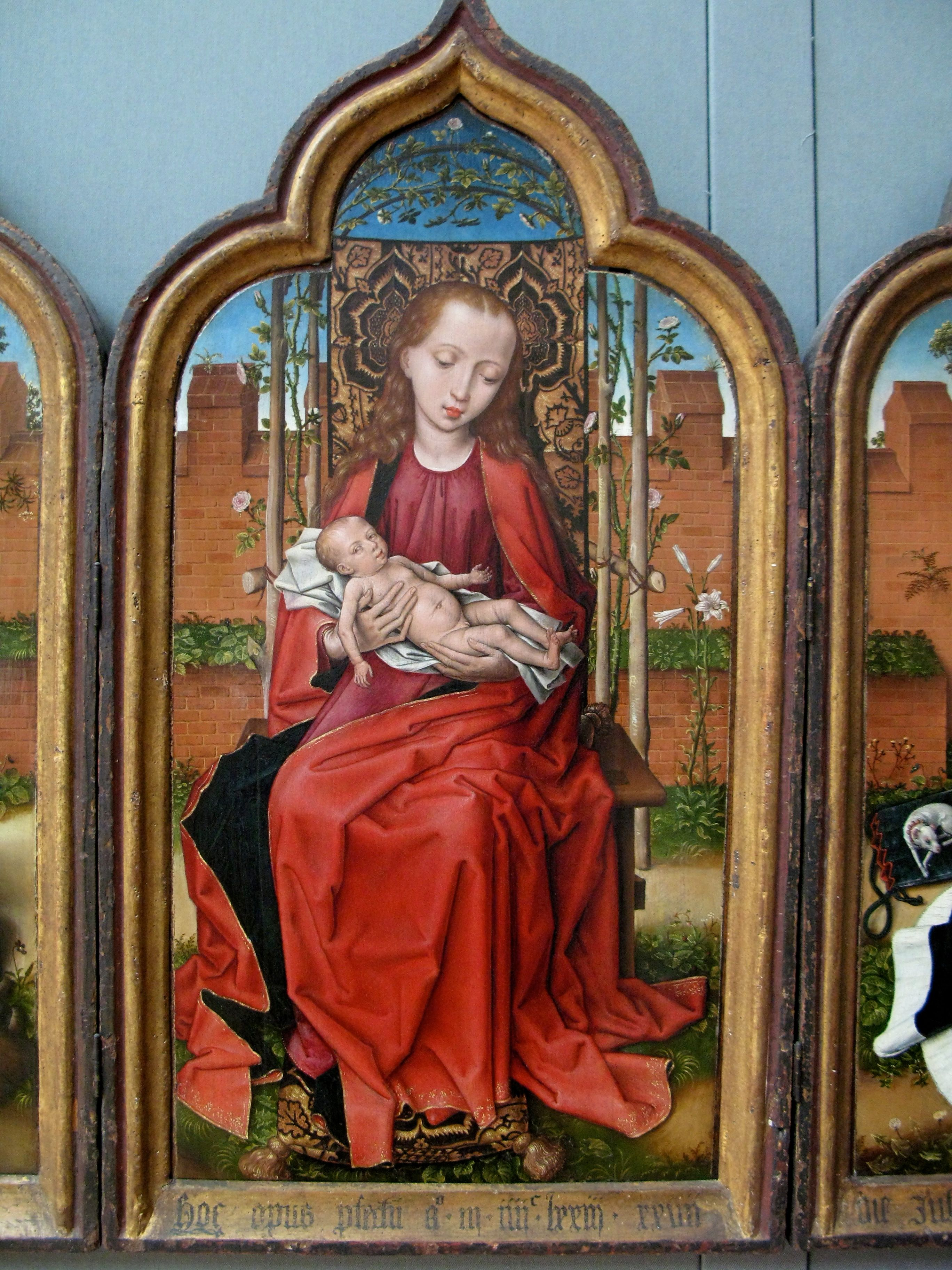
Panneau central : Vierge à l'Enfant.

Les deux volets et le panneau central ont la même dimension : 74,5 × 38,5 cm. Sur le volet gauche est représenté Jean de Witte alors bourgmestre de Bruges et plus tard seigneur de Ruddervoorde. Sur le volet droit sa deuxième femme, Maria Hoose. Jean de Witte était bourgmestre des Aldermen de Bruges (1472-1473), aussi conseiller de Charles le Téméraire, puis bourgmestre de Bruges (1482). Sur le revers du volet gauche était à l’origine une peinture en grisaille représentant la crucifixion. 
Dans les lobes des volets latéraux, on voit les armoiries au-dessus des portails. Sur les cadres en chêne on peut lire l'inscription suivante, de gauche à droite  : 
- « Etatis. XXX. anom » (Trente années d'âge) sous le volet Jean de Witte
- « Hoc Opus pfectu a° m. iiijc. LXXiii. XXVII » (Cette œuvre achevée l'année 1473 27) sous le panneau central
- « die julii. etatis. XVI. anom. » (jour de juillet. Seize années d'âge) sous le volet de Maria Hoose.

L'indication d'une date aussi précise que celle du 27 juillet 1473 peut signifier que le triptyque était créé pour une occasion particulière, probablement le mariage des donateurs. Le triptyque montre des parentés stylistiques avec l’œuvre de Rogier van der Weyden et Hans Memling. L’unité du cadre est préservée à travers les trois panneaux en plaçant les personnes à l’intérieur d’un jardin clos (Hortus conclusus) entouré de murs crénelés. Des portails surmontés des blasons s'ouvrent sur un extérieur arboré. Autour de la Vierge poussent roses, le lys, le fraisier sauvage. Dans les volets latéraux, il y a pissenlits, pensées, violettes, soucis. Friedländer, cité par Campbell 2009, considère que « l’artiste était un contemporain remarquable de Memling, peut-être un élève de van der Weyden ». L’influence de Dieric Bouts l’Ancien a aussi été suggérée.

Maria Hoose est vêtue en Flamande. Elle porte un court hennin tronqué, appelé coiffe bourguignonne, richement décoré de perles ; un voile transparent attaché retombe sur le dos. Un long voile encadre son visage et tombe le long du dos. Les cheveux sont à peine visibles, et épilés sur le front pour relever la chevelure, selon la mode alors en vogue dans toute l'Europe. Maria porte un lourd collier. La robe noire est frangée de fourrure autour de l'ample décolleté, sur les bords des manches et du bas. Une large ceinture rouge enserre la robe. Elle porte trois bagues à la main gauche. Devant elle, posé sur un petit sac noir avec une bandelette rouge, un chien de compagnie. Les vêtements et les bijoux, sont très similaires avec ceux portés par d'autres femmes de la haute bourgeoisie brugeoise à cette époque, 

Coiffure, vêtements, bijoux des années 1470-1475
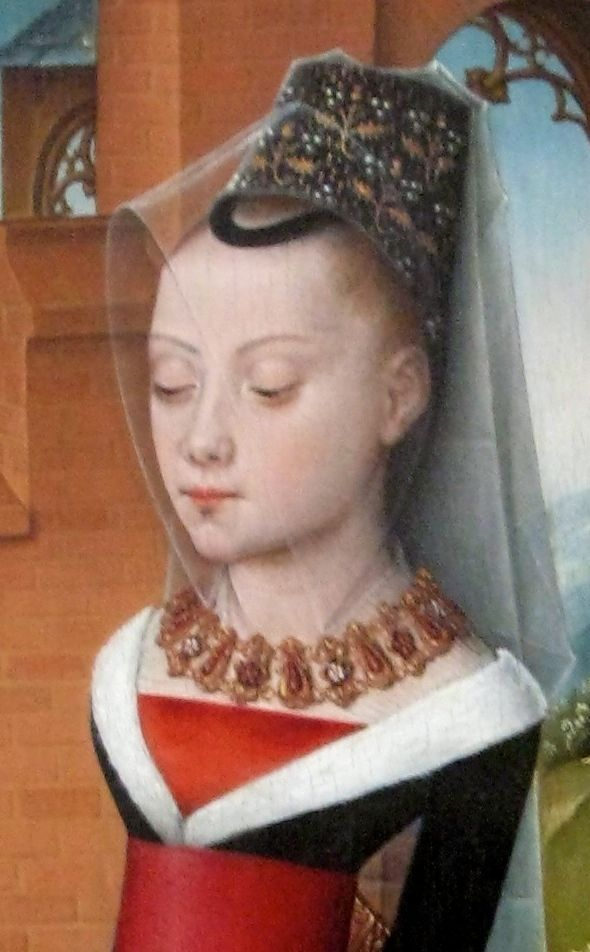
Buste de Maria Hoose. Détail du volet droit.
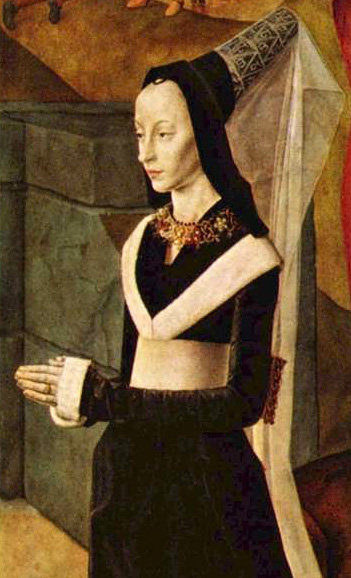
Hugo van der Goes, Buste de Maria Portinari, Triptyque Portinari (vers 1475), détail.
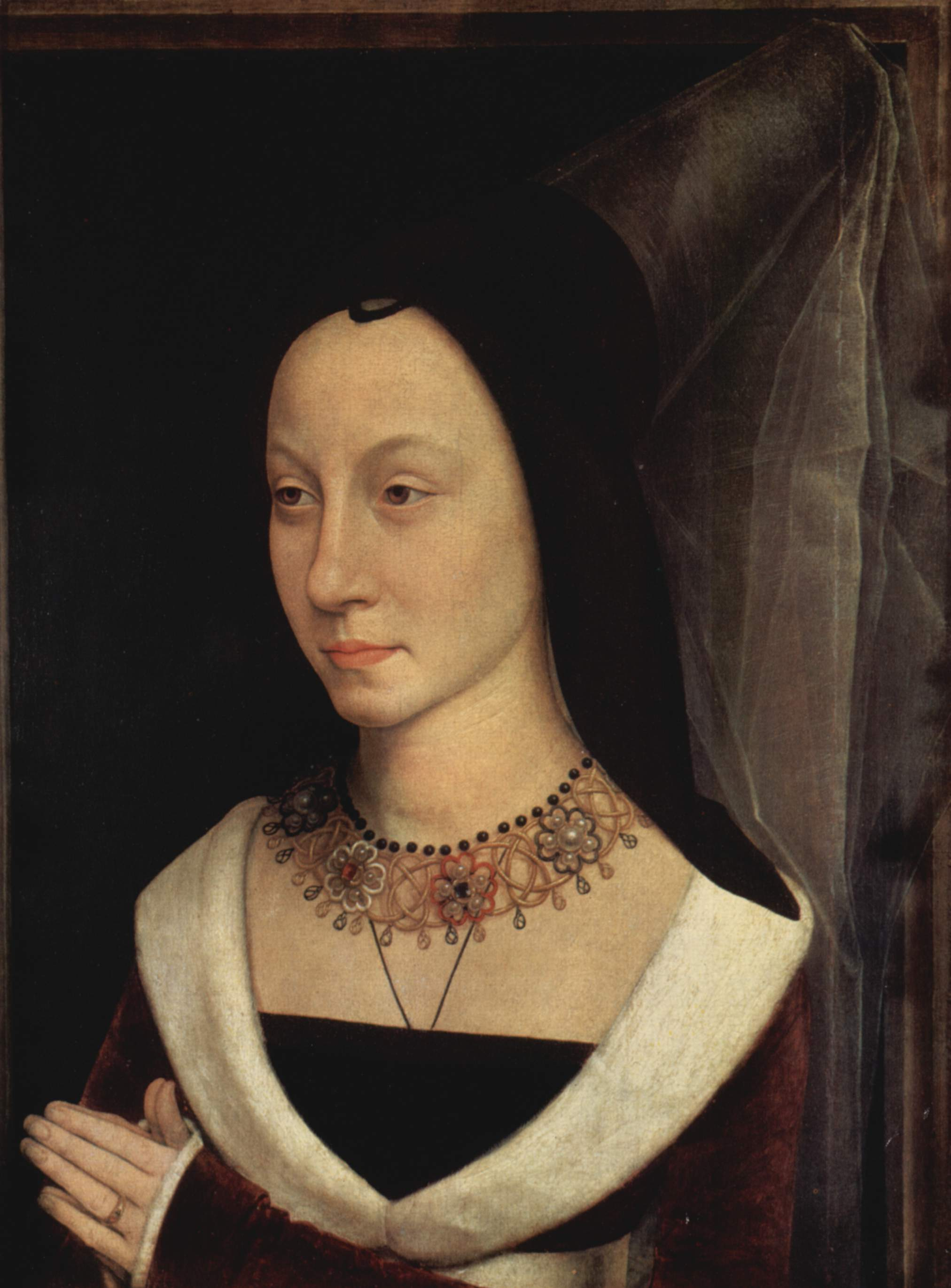
Hans Memling, Buste de Maria Portinari,  Diptyque Portinari (vers 1472).

Jean de Witte est vêtu d'un lourd manteau gris, richement décoré de d'ornements divers, dont les plis s'étalent largement sur le sol devant le spectateur. On aperçoit par les ouvertures une épaisse fourrure brune que l'on imagine très coûteuse. Ses petites mains, qui se perdent presque dans les manches, montrent une ou deux belles bagues sur la main gauche.

## Historique
D'après Thieme Becker, le triptyque faisait anciennement partie de la collection des Hohenzollern conservée dans la galerie du château de Sigmaringen. Le musée Guggenheim, propriétaire du triptyque, s'en est dessaisi avec d'autres œuvres anciennes. Le Musée des beaux-arts de Bruxelles l'acquiert auprès de la galerie Robert Finck, Bruxelles, en 1963.